# Images protestantes d'Alsace

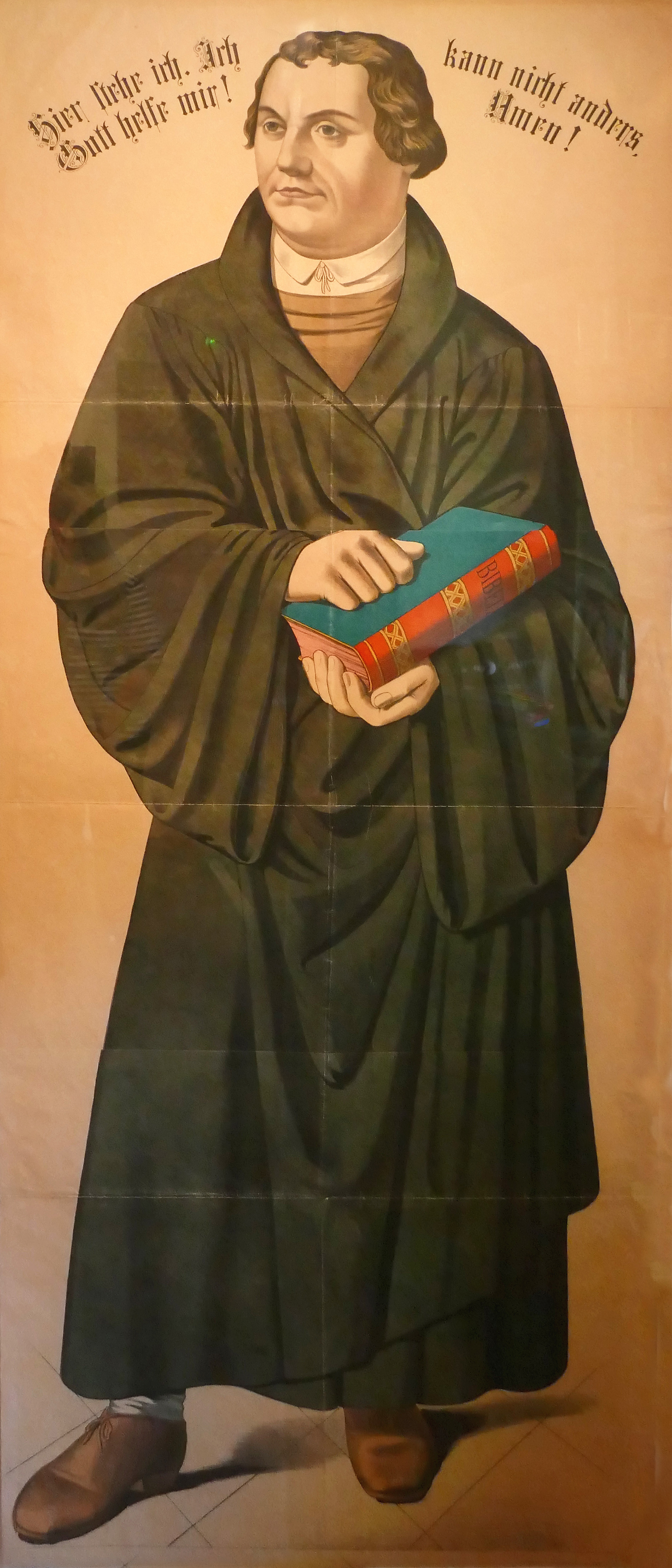
Martin Luther en pied,
Ch. Burckardt, Wissembourg.

À l’instar des luthériens allemands, les protestants d’Alsace ont créé et développé une abondante imagerie populaire religieuse qui se distingue de l’imagerie catholique par la présence primordiale du texte biblique et l’absence des saints au profit des personnalités et des symboles de la Réforme. 
Ces sujets spécifiquement religieux voisinent sur les murs des intérieurs protestants avec une importante imagerie commémorative accompagnant les rites de passage, ces moments marquants de la vie que sont le baptême, la confirmation, le mariage et le décès. Cet usage, qui a débuté à la fin du XVIIe siècle avec les premières lettres de baptême décorées, se développe considérablement au XIXe siècle. Les techniques de réalisation vont de la peinture sous verre à la chromolithographie, avec une contribution très importante des imagiers-peintres d'Alsace du Nord, ainsi que des graveurs et lithographes de la région.

## Des figures vénérables

### Le Christ

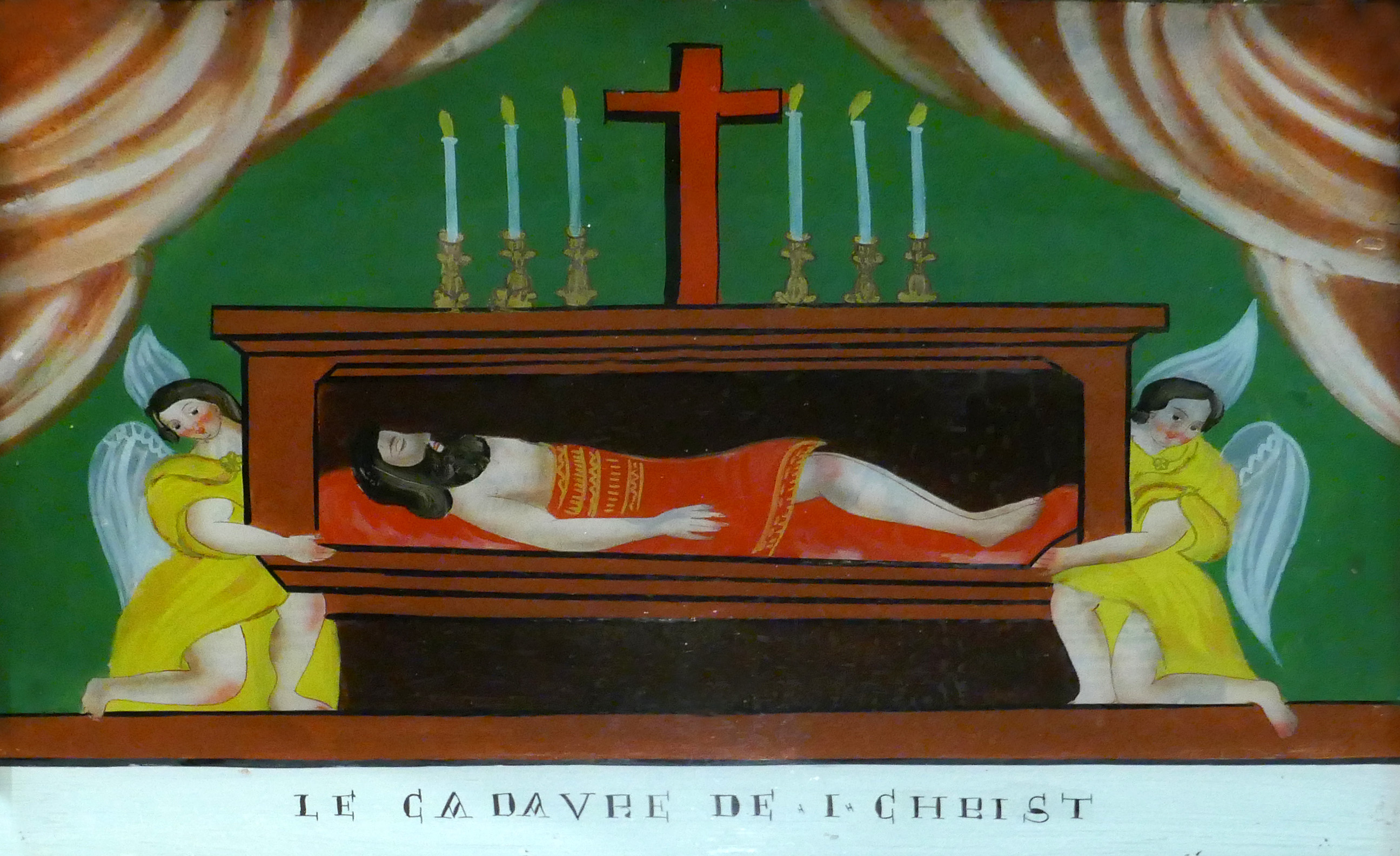
Le Cadavre de I. Christ
(peinture sous verre).

Jésus-Christ, considéré par les chrétiens comme le fils de Dieu fait homme, est présent dans tout intérieur protestant et les étapes de sa vie ont fait l’objet d’une multitude d’images, savantes ou populaires. Les protestants ont toutefois été plus sensibles aux événements de la dernière semaine de la vie de Jésus. Les moments marquants en sont la Cène – le repas de la Pâque juive, qu'il a pris en compagnie de ses apôtres, la Crucifixion et le séjour du Christ au tombeau, avant sa Résurrection. 
Ces épisodes sont devenus des sujets d’une abondante imagerie, notamment sous forme de peintures sous verre, dont les couleurs parfois vives égayaient la  pièce commune de la maison.

### Les réformateurs

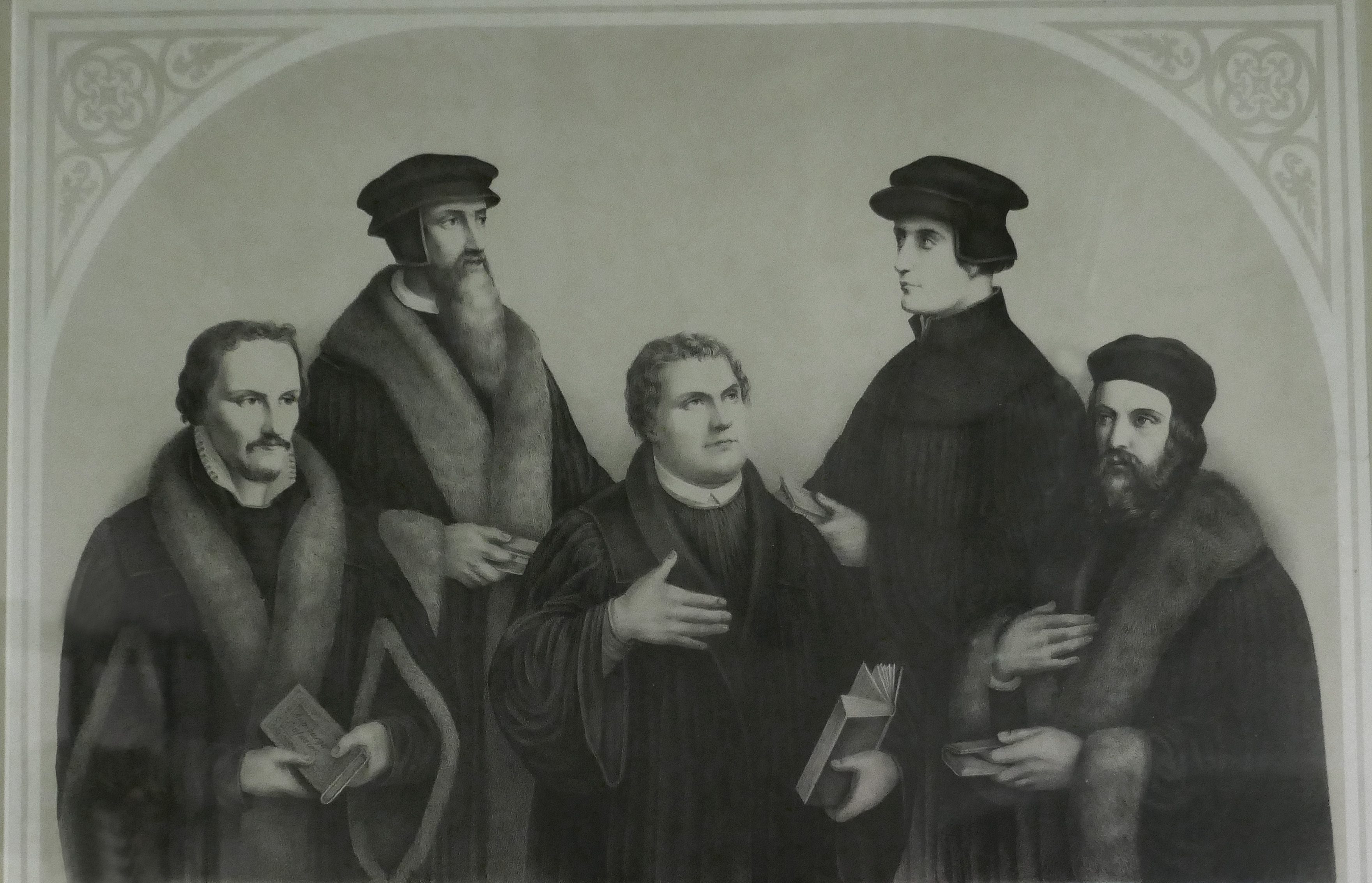
Les cinq réformateurs par Wentzel

Les protestants ne vénèrent pas les saints, alors que les catholiques les ont multiplié, tout comme leurs images, devenues parfois elles-mêmes des objets de dévotion. À la différence des réformés calvinistes, les luthériens ont accepté les représentations de personnes et ont largement rendu hommage aux fondateurs de leur confession. Au XIXe siècle, le marché alsacien a été abondamment fourni en portraits de réformateurs, essentiellement sous forme de lithographies éditées par les imagiers populaires Wentzel et ses successeurs de Wissembourg. On peut les voir représentés, tantôt isolés comme Calvin, tantôt en groupe, et il est probable que chaque famille luthérienne possédait une image de ce type. Luther est, comme il se doit, le plus représenté, qu’il soit vu en pied et grandeur nature, ou bien en buste et en pendant de son épouse Catharina von Bora. On le découvre aussi en famille, avec ses enfants et ses amis Mélanchton et Lucas Cranach dans des images éditées à Berlin et largement diffusées en Alsace à la fin du siècle.

### Les grandes figures du protestantisme alsacien
Quelques personnalités particulièrement réputées sont devenues des modèles à suivre pour les protestants alsaciens et leur renommée a été confortée par une large diffusion de leur portrait. On peut citer deux hommes qui ont accompli dans la foi une œuvre sociale exemplaire: Jean-Frédéric Oberlin (1740-1826), qui fut pasteur d'une contrée déshéritée de l’Alsace, le Ban de la Roche, ainsi qu'Albert Schweitzer (1875-1965), prix Nobel de la Paix, lui aussi pasteur, dont les écrits philosophiques sont réputés et qui fonda un hôpital dans la brousse, à Lambaréné, au Gabon.

## Les symboles du protestantisme
Un regard attentif porté sur les différents types d’images jalonnant la vie religieuse (tableaux, images de confirmation, signets brodés, etc.), permet d’y découvrir un certain nombre de symboles qui évoquent des points forts de la foi protestante sous forme d'éléments graphiques. Ils se présentent parfois comme les images d’un rébus, en particulier sur les signets devant marquer la page d'un livre de cantiques ou d'une Bible.  

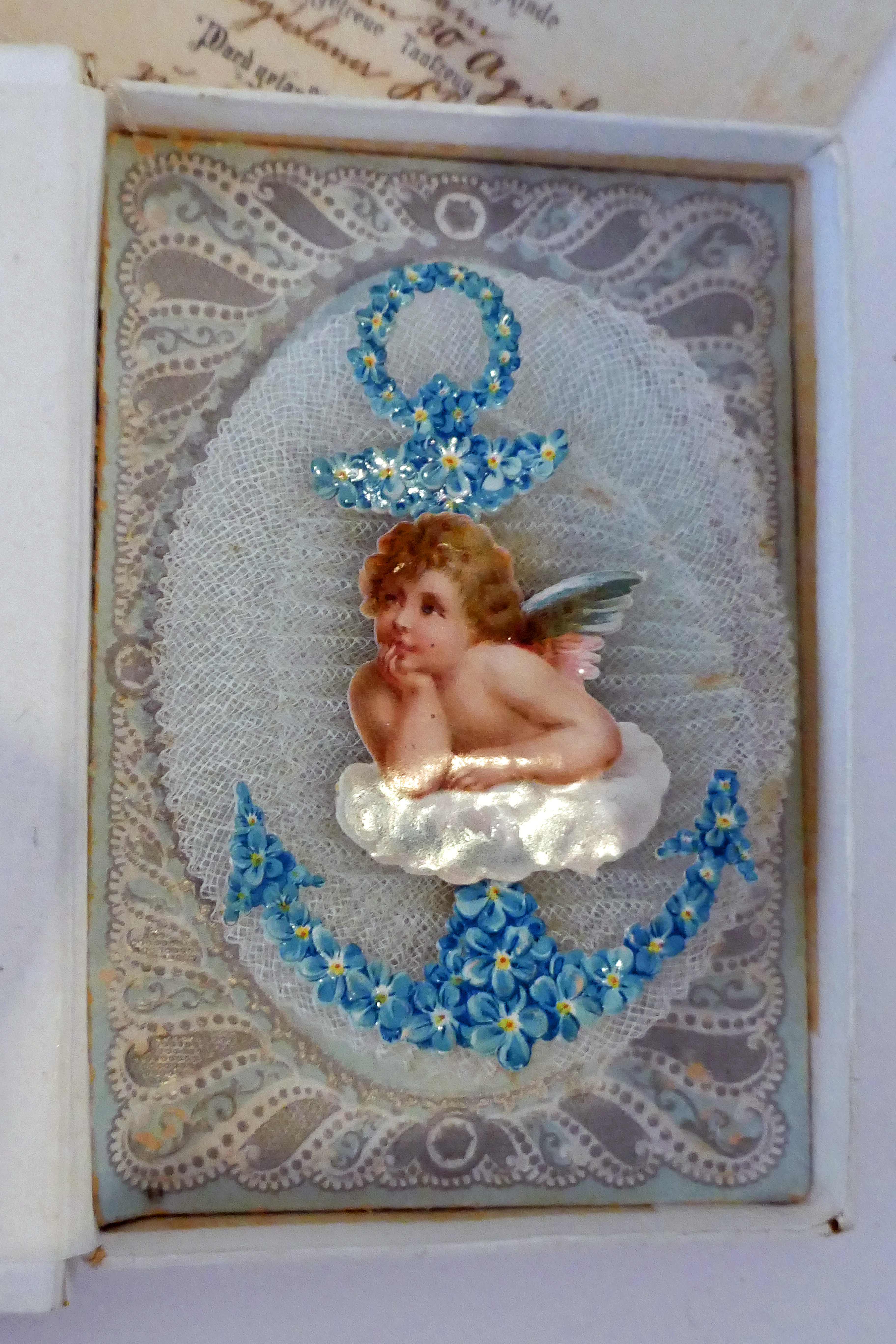
Angelot avec ancre (boîte-souvenir de baptême)

### La croix : la foi en Jésus-Christ
Adoptée par les chrétiens comme symbole de leur foi, la croix rappelle l’instrument de supplice romain sur lequel Jésus est mort. Elle évoque aussi les épreuves ou les souffrances que le fidèle va connaître durant sa vie terrestre. 

### Le livre : la Bible, parole de Dieu
Il s’agit du Livre par excellence, la Bible, source de la vie religieuse protestante. Ce texte étant considéré comme étant d’inspiration divine, c’est bien la parole de Dieu qui est évoqué par la représentation d’un livre, souvent marqué d’une croix sur la couverture comme l'étaient 
presque toujours ces ouvrages.

### L’ancre : l’espoir du royaume de Dieu
Cet instrument qui sert aux navires à se fixer est le symbole de l’espérance. Dans le cadre religieux, l’ancre rappelle que le protestant espère l’arrivée du royaume de Dieu.

### La couronne : la récompense dans l’au-delà
Souvent placée en pendant de la croix, la couronne symbolise la récompense divine dans l’au-delà. Elle peut être représentée par une couronne de feuillage en forme d'anneau (Krantz) ou comme une couronne impériale dorée (Krone).

### Le cœur
Déjà présent au centre de l’emblème choisi par Luther en 1519, il évoque l’amour de Dieu et du prochain.

### Le cantique de la Réforme

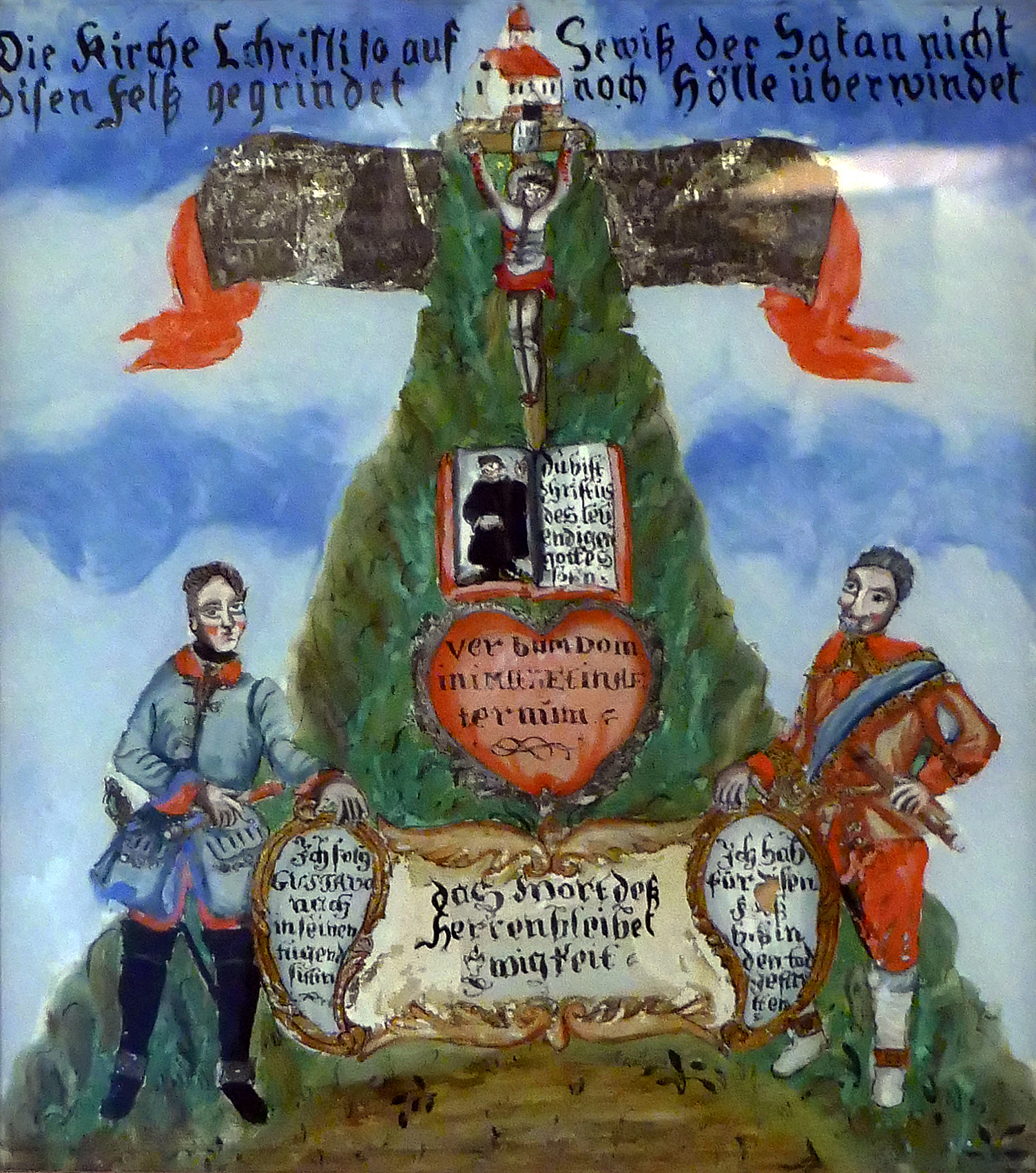
Symbole de la Réforme

Martin Luther a donné de l’importance au chant religieux collectif et a lui-même écrit et composé des cantiques qui sont encore chantés aujourd'hui lors des cultes. Le plus connu d'entre eux est intitulé  Ein’ feste Burg ist unser Gott (« C’est un rempart que notre Dieu »), dont les paroles, écrites vers 1528, sont inspirées du Psaume 46 de la Bible. 
Ce thème a donné naissance à une représentation symbolique de la Réforme, illustrée en peinture comme en gravure : au sommet d’une montagne, un site fortifié signifie la protection trouvée en Dieu, soulignée par la présence du Christ en croix. Au centre se trouve Luther avec la Bible. Plus loin se tiennent les soutiens militaires de la Réforme, le roi de Suède Gustave II Adolphe (1594-1632) qui a défendu le parti luthérien durant la guerre de Trente Ans et son successeur à la tête de l’armée, Bernard de Saxe-Weimar. 
Les éléments visuels sont ponctués par les citations bibliques inscrites dans ces images : « Voici, je suis avec vous tous les jours jusqu’à la fin des temps ! », « L’Église de Dieu est fondée sur ce rocher », « Tu es le Christ, le fils du Dieu vivant » (Matt. 16,16). Le verset « La parole de Dieu demeure éternellement" (I Pierre 1,25) est devenu la devise des protestants.

## Le verbe et l’image

### La référence à la Bible

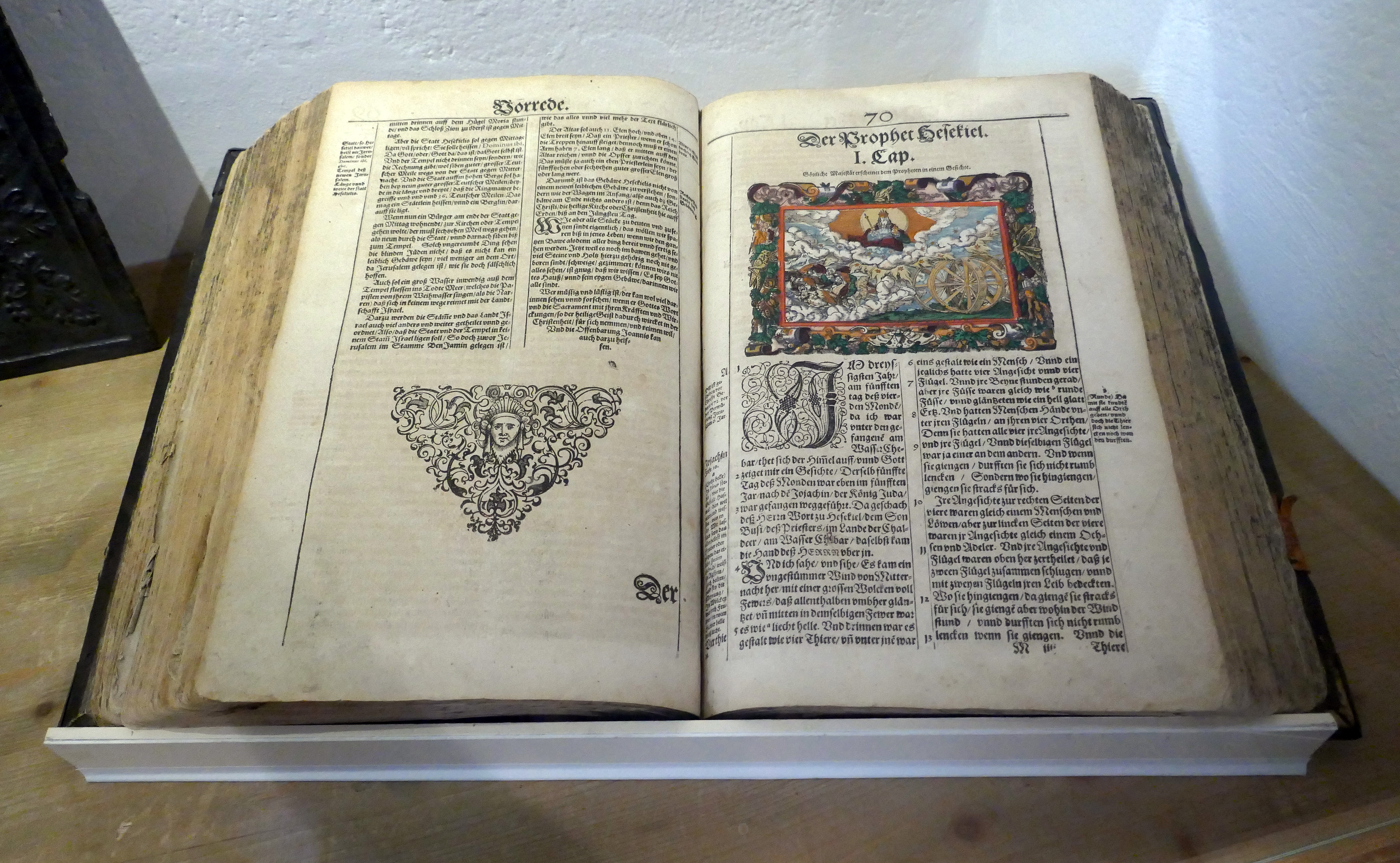
Bible paroissiale illustrée (1608).

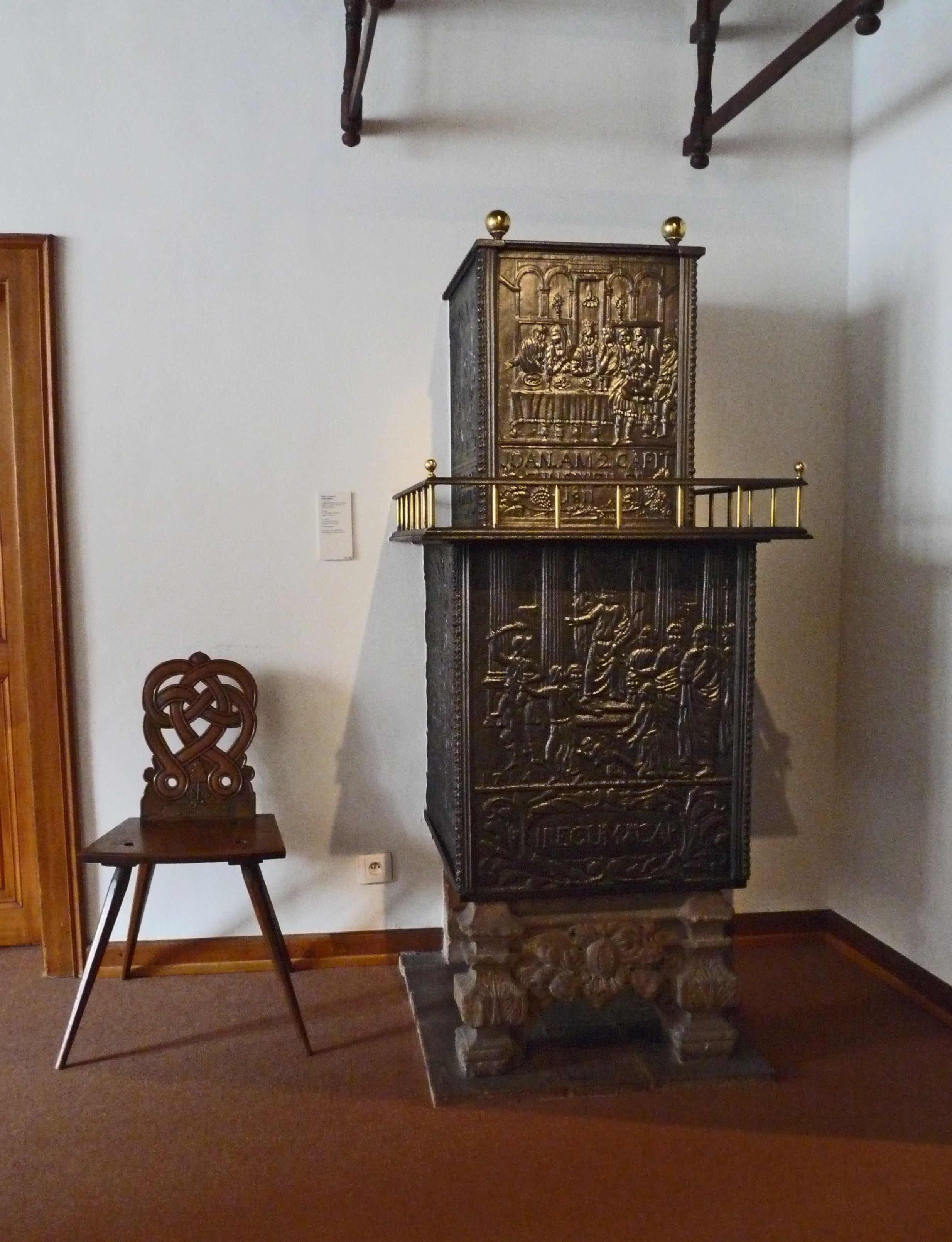
Les Noces de Cana et le Jugement de Salomon sur les plaques d'un poêle en fonte. (Musée alsacien)

La Bible est le seul ouvrage de référence de la Foi chrétienne protestante et réunit un ensemble de textes considérés comme sacrés. Elle comprend l’Ancien Testament, qui correspond à la Torah juive et le Nouveau Testament, qui comprend des écrits relatifs à Jésus–Christ et à ses disciples. Pour permettre au lecteur de se repérer dans ce vaste ouvrage, qui est aujourd'hui le plus diffusé au monde, celui-ci a été divisé en différents livres, dont les chapitres et versets sont numérotés pour permettre de retrouver une citation. 
La dévotion populaire protestante repose sur l’étude de la Bible. Un exemplaire de l'ouvrage est offert aux jeunes mariés et fait office de livret de famille où vont être notés baptêmes, naissances et décès. Le père de famille lit tous les soirs un passage de la Bible à la maisonnée réunie et les enfants sont encouragés à apprendre à lire pour pouvoir déchiffrer le livre saint. Lors du cours de catéchisme hebdomadaire, ils découvrent les images illustrant divers épisodes du texte biblique.
Les courts textes fréquemment visibles dans les intérieurs protestants, sur des tableaux fixés au mur ou encore sur les petites images religieuses, sont presque tous des extraits de la Bible. Il y figure aussi, souvent en caractères plus petits, la référence du verset, celle qui permet de le retrouver dans la Bible et qui garantit aussi la sainteté de son origine. La présence quasi systématique de cette note, même abrégée, est une spécificité qui permet d’attribuer un objet ou une image à un fabricant ou à un utilisateur protestant. 
L’exemple le plus inattendu est peut-être celui des plaques de poêle en fonte ornées de scènes bibliques. Un des appareils de chauffage fabriqués en Alsace jusqu'à la fin du XIXe siècle, le poêle à caisson (Kaschteofe ou Biwelofe), est en effet composé de deux niveaux de trois plaques en fonte qui étaient la plupart du temps ornés d'une scène biblique en relief. 
 En Alsace, le lieu de fabrication le plus connu de ces poêles était la fonderie De Dietrich, située dans le secteur de Niederbronn (Bas-Rhin). Elle appartenait à cette famille protestante originaire de Lorraine puis anoblie sous Louis XIV et dont la clientèle était située en Alsace du Nord, région majoritairement protestante. Dans la pièce commune de la maison, le repas pouvait donc se dérouler devant une représentation des Noces de Cana, tandis qu'une autre plaque côté montrait le Jugement de Salomon ou la mort d'Absalon.

### La langue des protestants alsaciens
Il convient, en Alsace, de distinguer la langue parlée de la langue écrite. Celle-ci a été uniquement – et sauf pour les élites – l’allemand, et ce jusqu'après la Première Guerre mondiale. La langue parlée était l’alsacien, un dialecte allemand avec des prononciations différentes selon les endroits, parfois même d'un village à l'autre. Lors de l'introduction de la Réforme, les Alsaciens, qui faisaient partie du Saint-Empire romain germanique, ont par conséquent célébré leur culte en allemand et ont utilisé la Bible traduite en allemand par Luther. Toutefois, un patois welche était parlé par les habitants des vallées francophones de la région, comme le Ban de la Roche, paroisse administrée par le pasteur Oberlin. Le culte s'y faisait en français et la Bible utilisée par la famille Oberlin est celle de David Martin, publiée en français à Bâle en 1736. Bien que l'Alsace soit devenue française au cours du XVIIe siècle, l'allemand est restée jusqu'après la Seconde Guerre mondiale la langue du culte, de la prédication et de la lecture biblique, témoignant d'un attachement particulier pour la langue de Luther au sein des familles protestantes alsaciennes. Puis la langue allemande est progressivement remplacée par le français. Le livre de cantiques édité par l’Église de la Confession d’Augsbourg d’Alsace et de Lorraine en 1952 est rédigé en allemand, mais comporte un condensé en français. Ce changement est aussi visible dans les textes apparaissant dans l'imagerie: l'allemand y est de moins en moins utilisé. En revanche, dans le cadre de l'incitation régionale au bilinguisme, des cultes en deux langues ou la traduction de la Bible en alsacien en 2016 conservent la pratique de l'allemand dans la religion protestante d'Alsace.

### La calligraphie

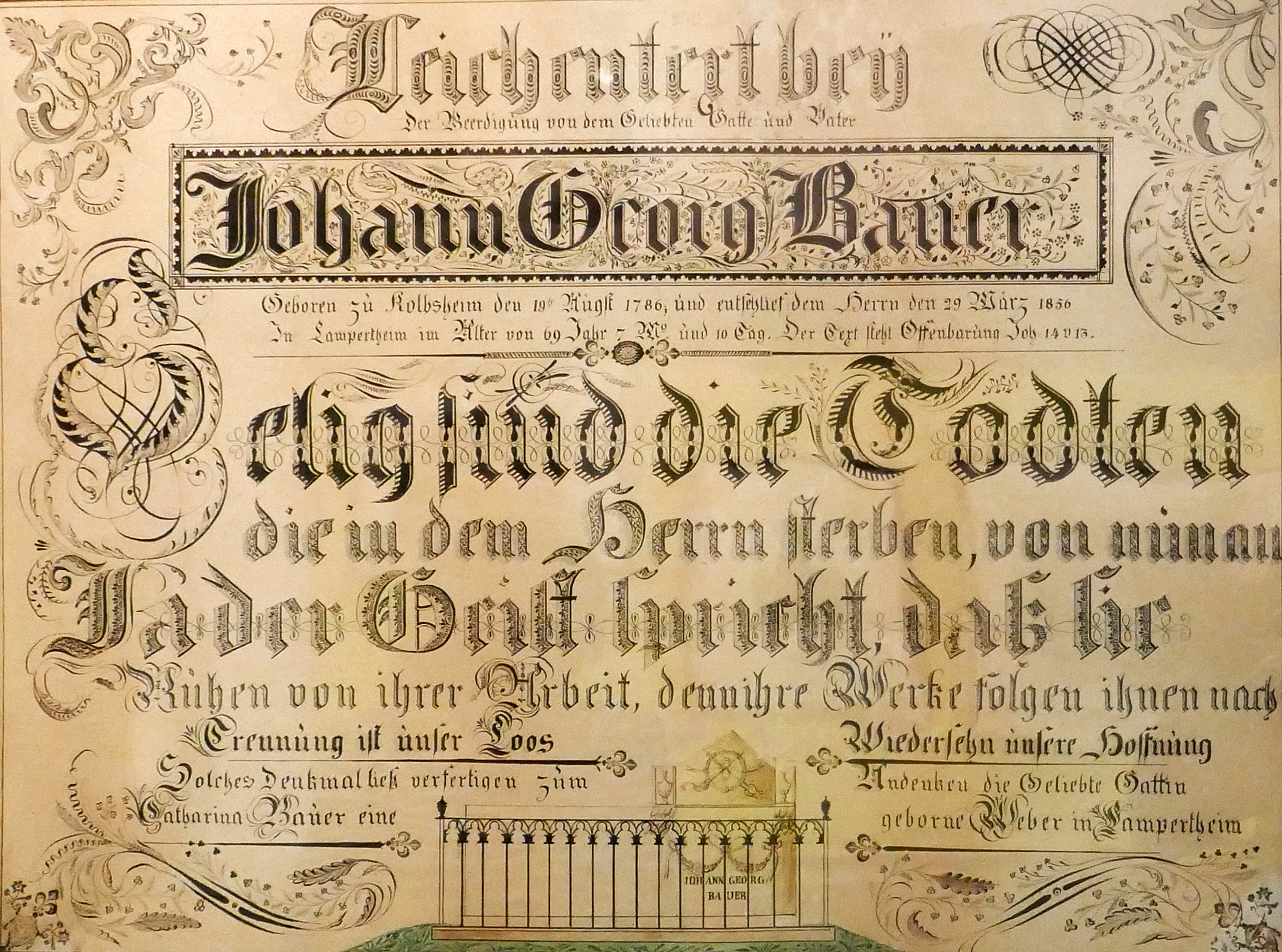
Souvenir mortuaire calligraphié.

L’écriture allemande fait partie de la famille des écritures anguleuses (gebrochene Schriften), aux arcs brisés. Cette écriture, dite gothique, a été largement diffusée en Europe jusqu'à la Renaissance, puis a été remplacée par l’écriture Antiqua, plus ronde. Elle a néanmoins continué à être utilisée en Allemagne, où un moine bénédictin a créé la Fractura germanica, d’où est issu le type dominant de la Fraktur.
 
Celle-ci est aujourd'hui encore considérée comme la quintessence de l’ « écriture allemande ». Dans cette écriture, les traits verticaux sont prédominants et leur corps est fait de traits pleins, tandis que les déliés sont utilisés pour les parties horizontales. Les épais jambages des lettres peuvent accueillir des décors variés, tandis que les possibilités infinies de création d’excroissances graphiques ont donné lieu à la réalisation de nombreuses formes d’entrelacs. Parmi ces derniers, le plus fréquent est le « huit couché », une élégante double boucle horizontale. Ornant les lettres de baptême, mais aussi certaines mappot juives, il évoque la longévité souhaitée au nouveau-né  et est en rapport avec le graphisme du symbole mathématique de l’infini, inventé en 1655.
À la suite de la Réforme, la Fraktur s’est diffusée grâce aux feuilles volantes émises par Luther et à sa Bible en allemand. Dans une image protestante, les mots composant les versets bibliques doivent attirer le regard des fidèles par la qualité et l’originalité de l’ornement des lettres, réalisées grâce à l’art d’écrire. La valorisation de l'écrit et les efforts de diffusion qui caractérisent la Réforme ont entraîné un développement considérable de la calligraphie (Schönschreibkunst) dans les régions germanophones et protestantes.

## Accompagner les rites de passage
L’Église catholique a établi sept sacrements, le protestantisme n’en connaît que deux : le baptême et la Sainte-Cène. Toutefois, les différentes étapes de la vie personnelle sont elles aussi célébrées dans le cadre religieux. À l'occasion du baptême, de la confirmation, du mariage et du décès, un document illustré est confectionné, qui demeurera un souvenir en même temps qu'une attestation de l'accomplissement d'un rite de passage.  

### Les lettres de baptême (Goettelbriefe)
Il était d'usage chez les protestants que le nouveau-né nouvellement baptisé reçoive, de son parrain tout comme de sa marraine, une lettre écrite à son attention, dont le contenu était choisi parmi un grand nombre de textes. 
Il y est rappelé à l'enfant que ses péchés ont été rachetés par le sacrifice du Christ, ce qui lui permet d'accéder à la vie éternelle. Le texte le plus utilisé, et ce durant plus d'un siècle, de 1740 à 1848, débute par la phrase Du bist, o liebes Kind, in Christi Todt getauft, der dich mit seinem Blut hat von der Höll erkaufft [...]. (« Cher enfant, tu as été baptisé dans la mort du Christ, qui t'a, par son sang, racheté de l'enfer [...] »). 
Parrain ou marraine ne manquent pas non plus de souhaiter à l'enfant, garçon ou fille, une vie très chrétienne et font parfois allusion dans le texte à la remise d'un don. Il s'agit d'une monnaie, placée dans la lettre qui est alors pliée pour faire office d'enveloppe. Ce document est généralement conservé –mais sans la monnaie –, le plus souvent dans la bible familiale. 
Dès la fin du XVIIe siècle, certains souhaits de baptême sont décorés. En milieu urbain, ce sont souvent des compositions réalisées par des graveurs sur cuivre réputés, comme Dannecker ou Weis de Strasbourg, montrant des scènes de baptême. Les lettres simplement écrites à la main ou calligraphiées restent nombreuses, tandis que se multiplient celles qui sont décorées à la main. Parmi ces productions se distinguent parfois des styles locaux, comme celui de Cleebourg. On peut reconnaître aussi le savoir-faire de certains imagiers-peintres, qui vont d'ailleurs signer leurs œuvres à partir du milieu du XIXe siècle. Avec l'invention de la lithographie, les images peuvent être reproduites en quantité. Le marché protestant ne va pas être oublié par les lithographes et imprimeurs de la région, dont le plus connu est Jean Frédéric Wentzel et ses successeurs à Wissembourg, dont des images furent encore vendues après 1945.    
La coutume d'offrir une lettre de baptême existe aussi chez les catholiques, mais il n'a subsisté que très peu d'exemplaires de lettres d'origine catholique, soit qu'il n'en a été réalisé que très peu, soit que ces documents aient été déposés dans la tombe du défunt.

Lettres de baptême
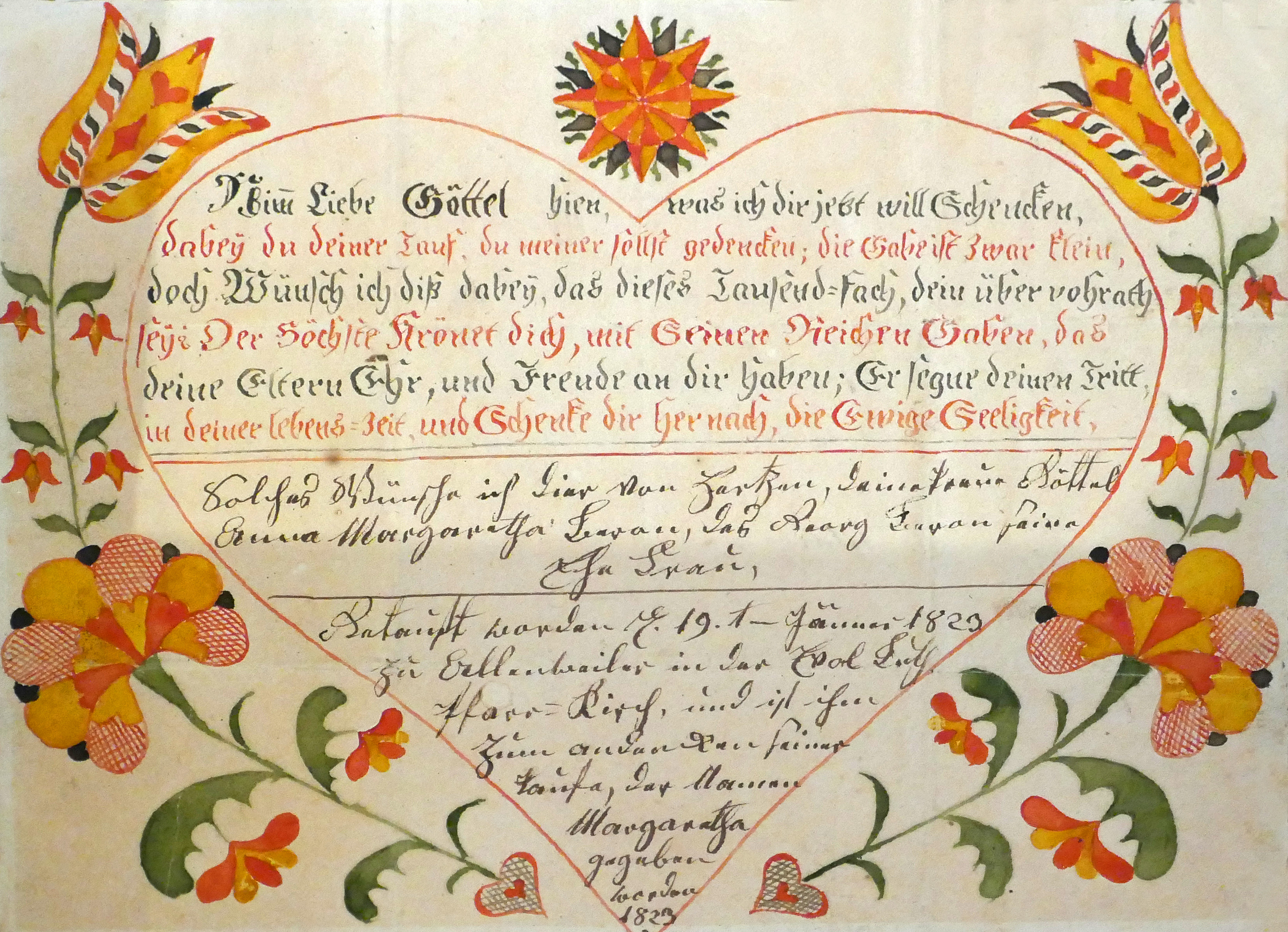
Allenwiller, 1823.
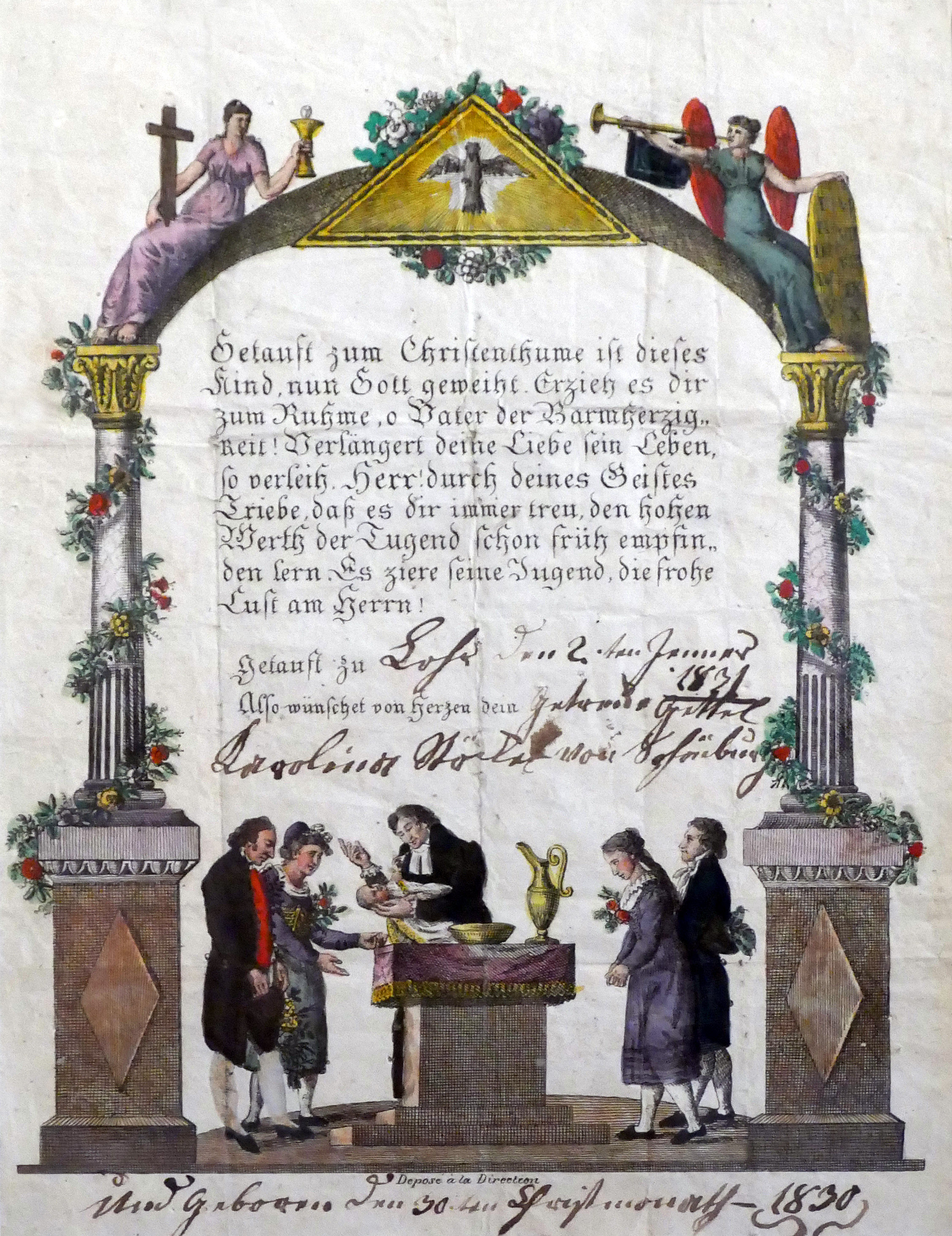
Lohr, 1831.
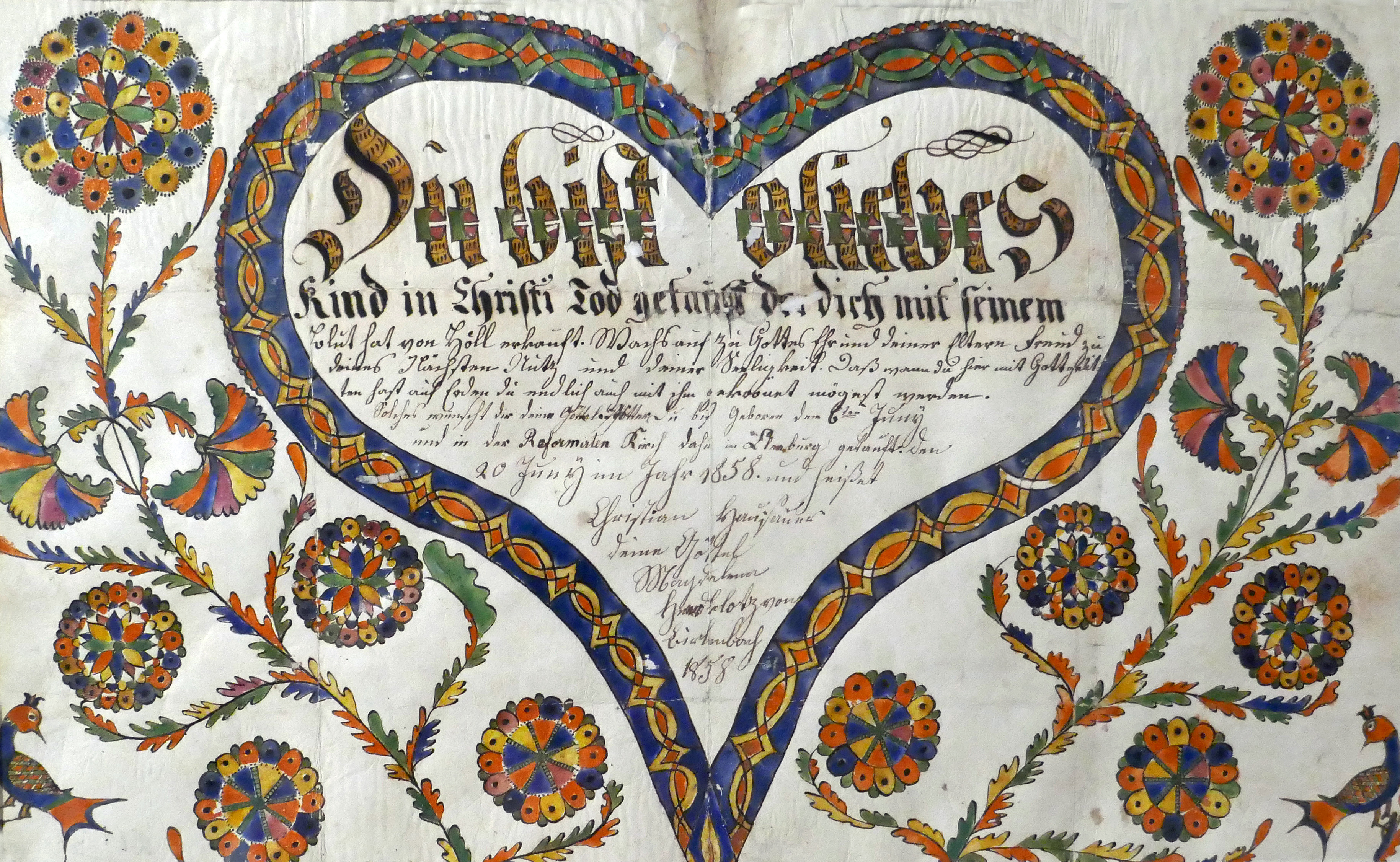
Birlenbach, 1858.
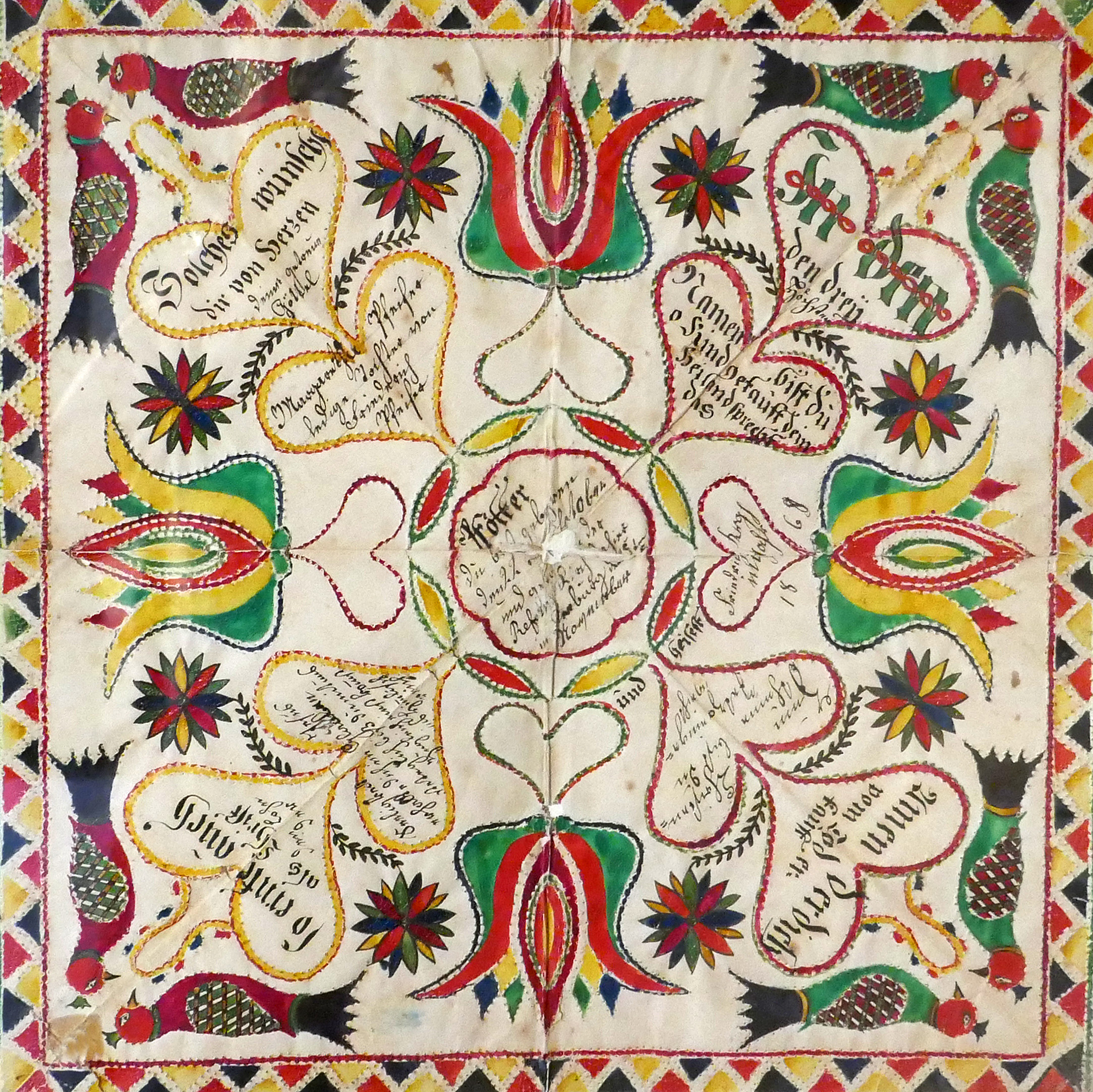
Cleebourg, 1868.

### Les souvenirs de confirmation
La confirmation est le renouvellement par l’adolescent des vœux faits par ses parrains et marraines au moment de son baptême. Elle a pour corollaire l’admission à la Sainte-Cène et on y accède à l’âge de 14 ans, moment qui était longtemps considéré comme celui de la fin de la scolarité et de l’entrée dans la vie professionnelle. 
La cérémonie est précédée d’une initiation religieuse qui dure trois ou quatre ans. Depuis 1950, elle est généralement suivie d’une retraite qui réunit les catéchumènes et leur pasteur dans un lieu extérieur à leur paroisse. Ces moments de rencontre, ainsi qu’un entretien individuel donnent l’occasion au pasteur de bien connaître chacun d’eux. Le jour de la confirmation, les confirmands promettent en public de rester fidèle à Jésus-Christ et à leur Église. Le pasteur bénit chacun d'eux et lui remet un exemplaire du Nouveau Testament, ainsi que le souvenir de confirmation, document illustré où est inscrit le verset biblique qu'il a choisi en fonction du caractère de chacun.
La famille offre au jeune homme ou à la jeune fille des cadeaux utiles à l’entrée dans la vie adulte, ainsi qu’un Livre de Cantiques allemands, relié en cuir avec les initiales du destinataire. Les parents éloignés, les voisins et relations, manifestent leur sympathie en envoyant, qui une carte de félicitations, qui un petit cadeau. En contrepartie, ils recevront chacun une petite image en guise de souvenir. Il y figure un motif décoratif et un verset biblique, tandis que le nom de l’enfant, le lieu et la date de la confirmation figurent au dos. Souvent découpée en forme de croix et pourvue de fils tressés, cette petite image fait ensuite office de signet dans un livre religieux,. 
L’usage pour le pasteur d’offrir un souvenir de confirmation débute dans la première moitié du XIXe siècle, devient incontournable de 1850 à la Première Guerre mondiale, puis décroît lentement. Les grandes images peintes et écrites à la main, décorées de motifs floraux et créées autour du verset biblique remis par le pasteur, cèdent la place au milieu du XIXe siècle aux lithographies et chromolithographies. À la fin du XIXe siècle et au XXe siècle, des feuilles imprimées reproduisant des œuvres d'art réputées, comme les Mains en prière dessinées par Dürer, ou les Pèlerins d’Emmaüs de Rembrandt sont remises au confirmand. Imprimées en Allemagne, ces reproductions étaient diffusées en Alsace par les éditions protestantes Oberlin. Aujourd'hui, le formulaire réalisé par l’UEPAL propose un type unique de souvenir de confirmation ; il est néanmoins toujours personnalisé par le pasteur, qui y appose d'ailleurs sa signature. 
Parfois réalisés plusieurs années après la date de la cérémonie, les souvenirs de confirmation étaient généralement accrochés au mur dans l'alcôve de la Stub, au-dessus du lit de l’ancien confirmand.

Souvenirs de confirmation
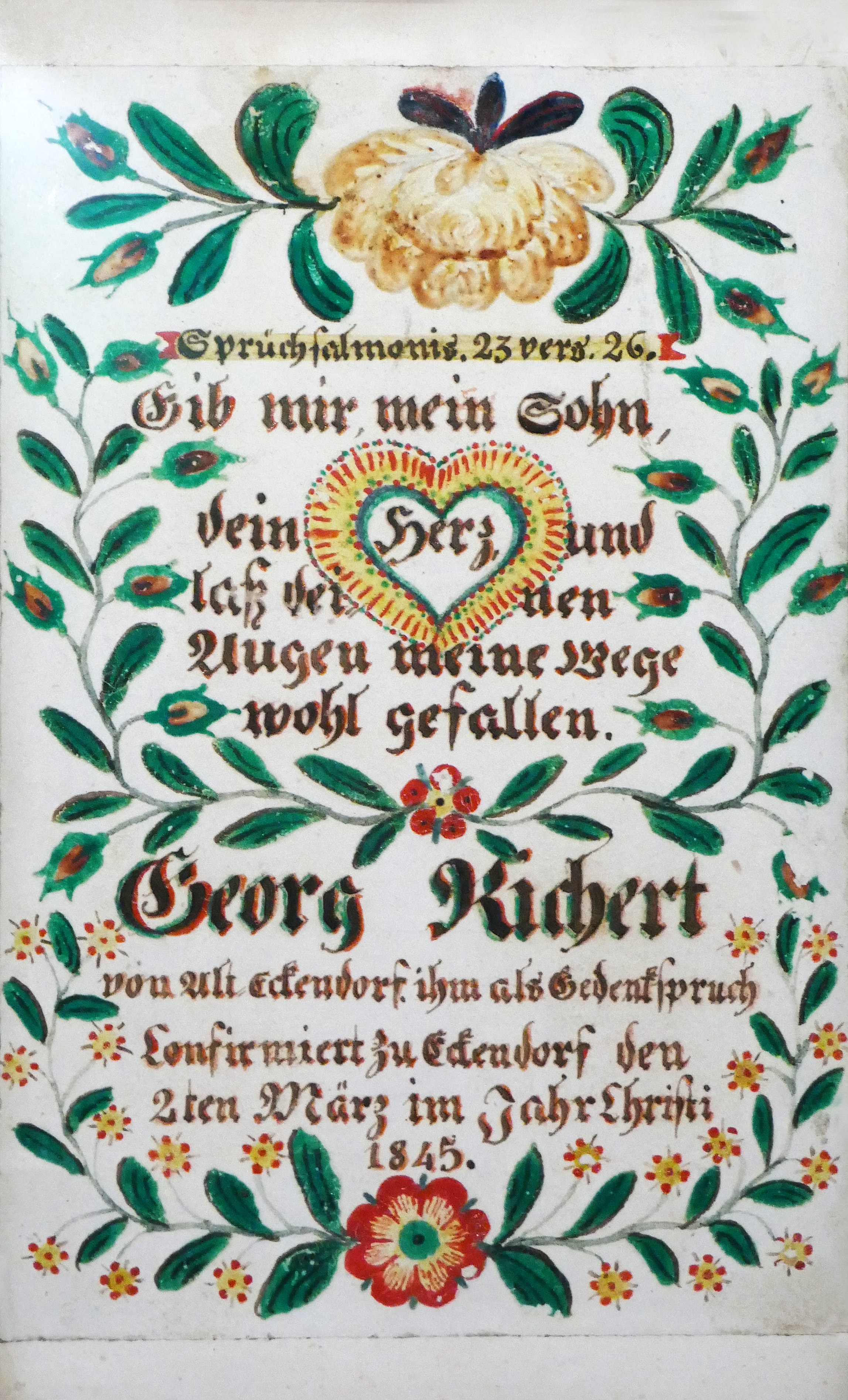
1845
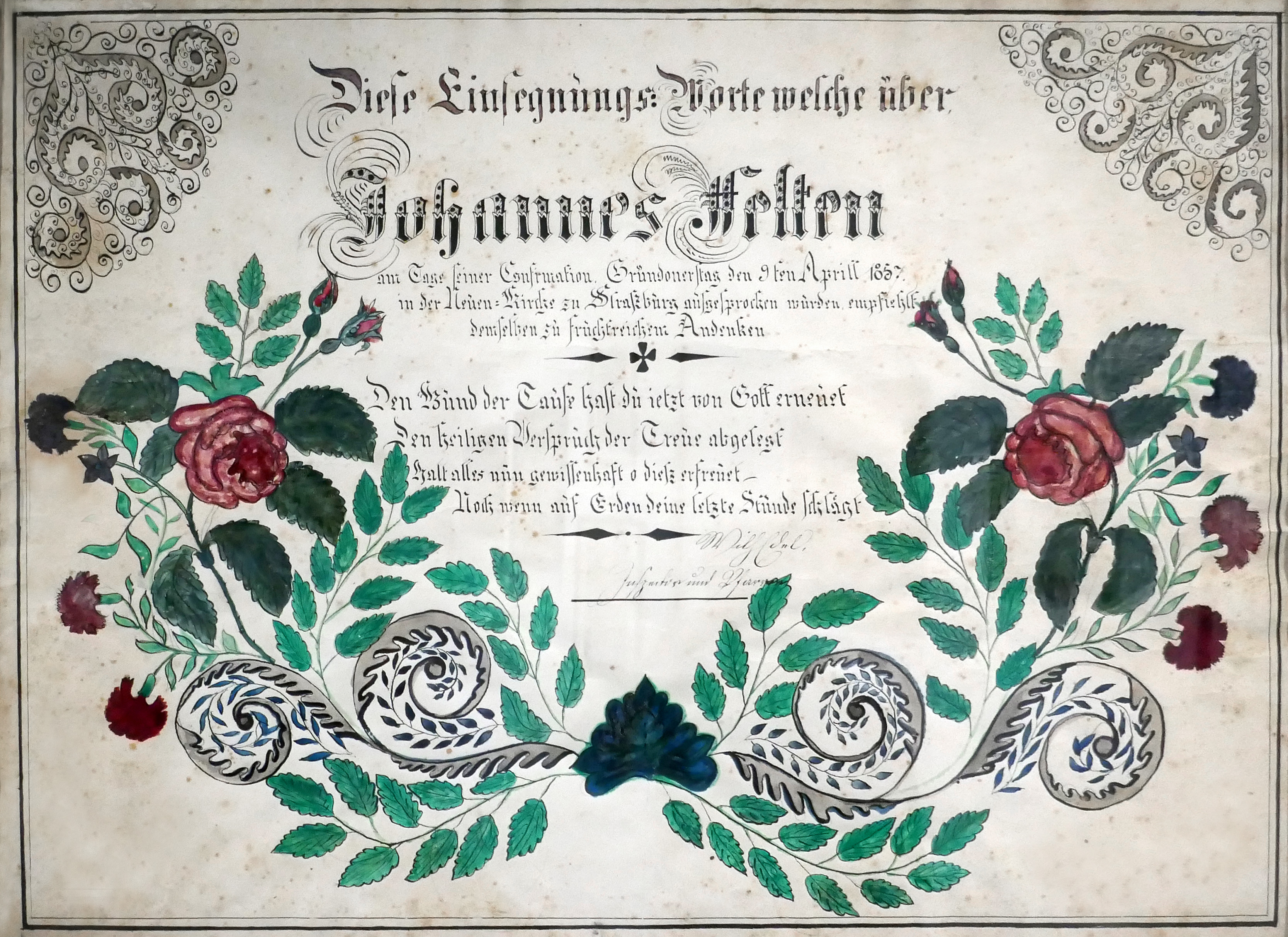
1857
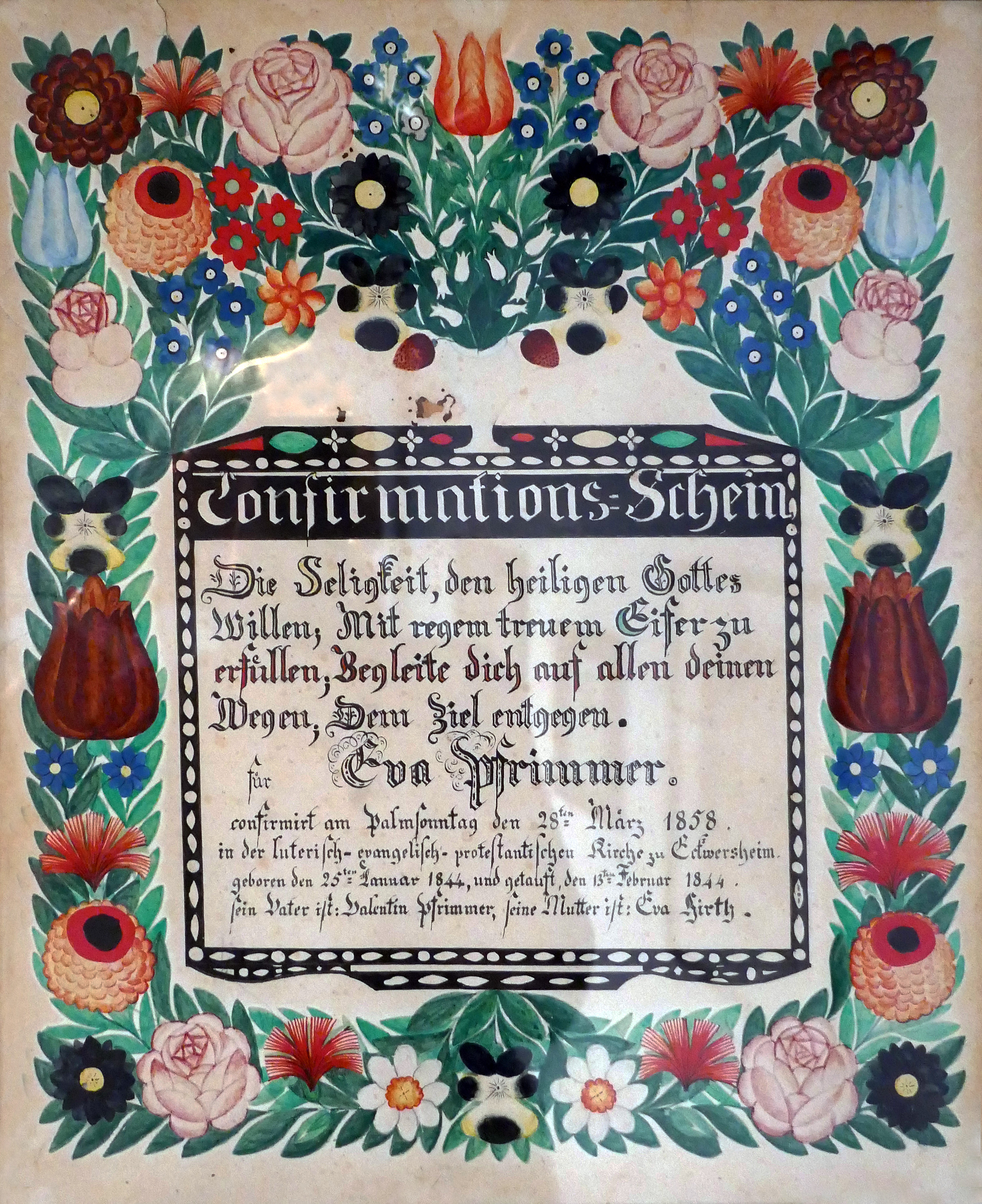
1858
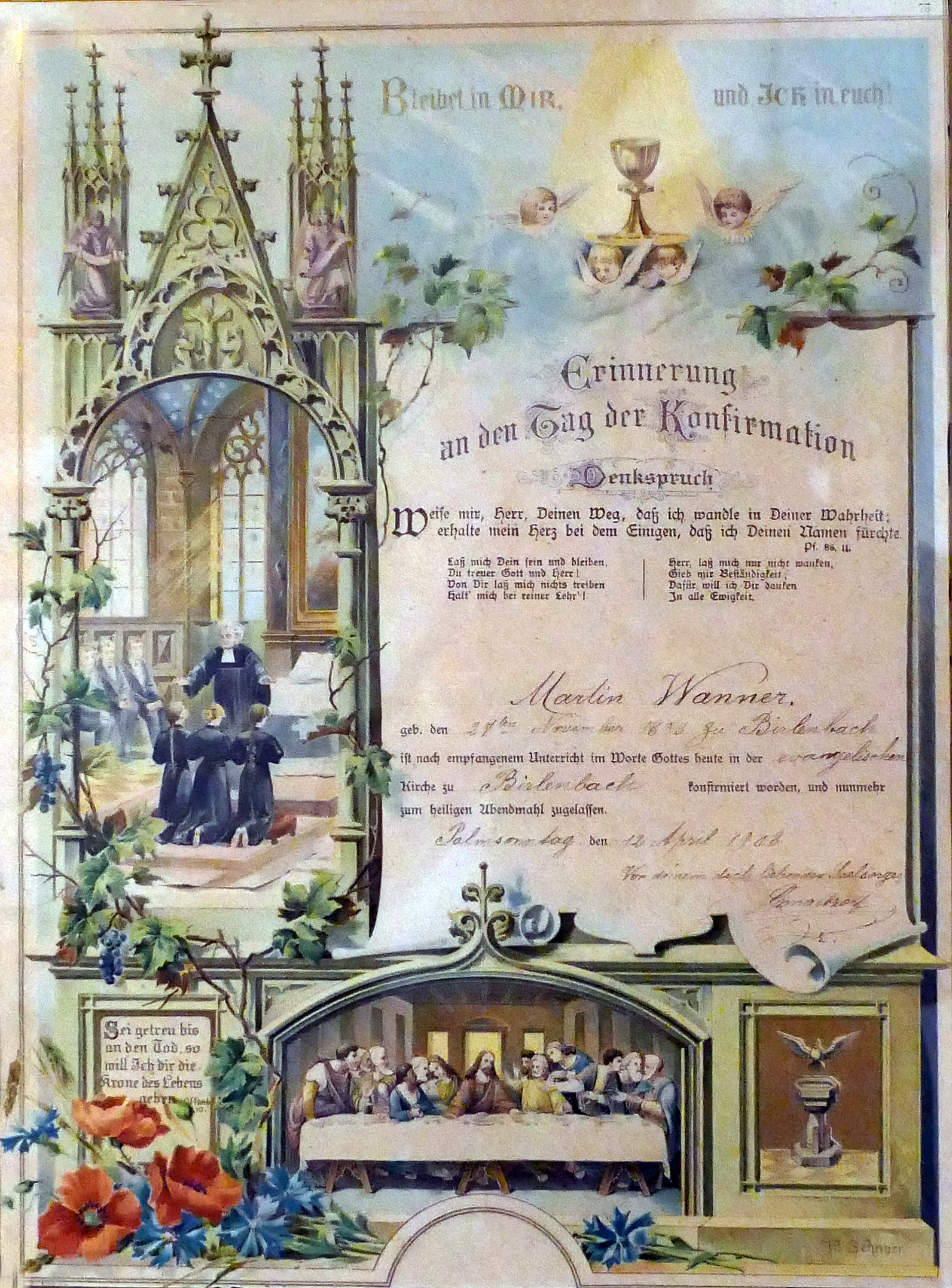
1908

### Les souvenirs de mariage

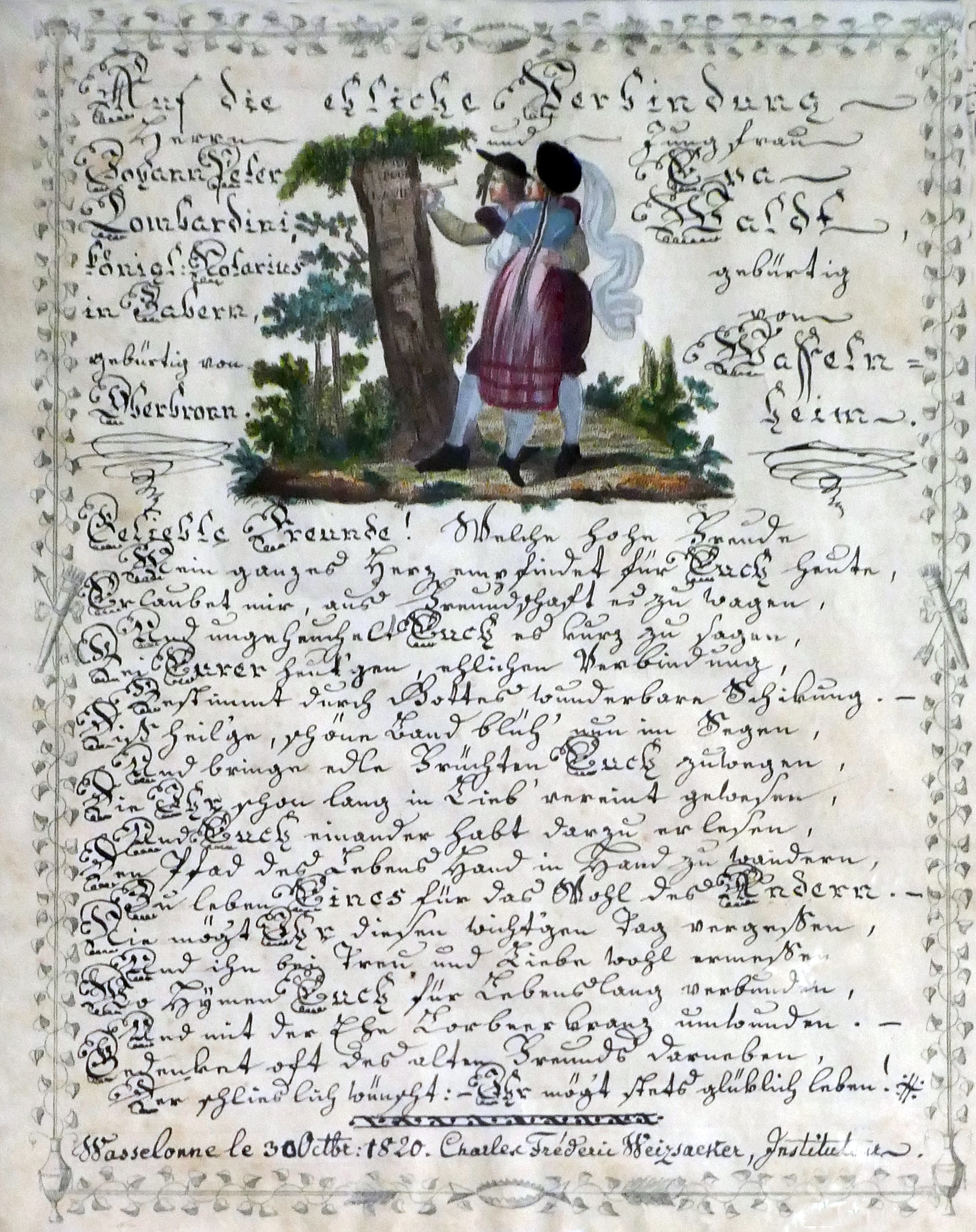
Vœux de mariage (1820)

Intitulés Hochzeitstexte (textes de mariage), les souvenirs de mariage sont plus rares que les souvenirs de confirmation. La plupart d’entre eux sont l’œuvre d’imagiers-peintres connus exerçant dans les villages de l’ancien comté de Hanau. Dans la doctrine protestante, le mariage n’est pas un sacrement, c’est sans doute pour cela qu’il existe aussi des souvenirs de mariage profanes.

### Les souvenirs mortuaires (Leichentexte)
Réalisés à la demande de la famille du défunt qui veut garder la mémoire d’un être cher, les souvenirs mortuaires présentent certains éléments caractéristiques. Systématiquement intitulés Leichentext, « texte pour un défunt », ils citent tous un verset biblique. Il s’agit sans doute de celui que le pasteur a commenté lors du culte d’enterrement. Celui-ci est parfois un rappel du verset qui a avait été attribué à la personne défunte le jour de sa confirmation. Parmi les données concernant la personne décédée, on remarque que l'âge est toujours indiqué avec une grande précision et mentionne le nombre d’années, de mois et de jours qu’il a vécus.
S’il est une technique qui donne un aspect funèbre aux souvenirs mortuaires, c’est bien celle de l’églomisé qui associe or et noir dans un même tableau. Inscription et décor sont grattés dans la peinture noire appliquée en guise de fond à l’arrière d’une plaque de verre, les parties transparentes ainsi créées sont ensuite garnies – toujours à l’arrière – de feuilles d’or. 
Suivant avec un peu de retard le goût romantique, un monument funéraire abrité sous un saule pleureur se trouve placé au bas de la plupart des souvenirs mortuaires. Le texte calligraphié est souvent accompagné des fleurs du souvenir, pensées et myosotis (en allemand, Vergissmeinnicht, « ne m’oublie pas »). Des créations originales comme des roses grises expriment la tristesse de la perte. Là encore, l'image peut être réalisée bien après le décès, parfois seulement lorsque le conjoint est lui aussi décédé. Cela permet à la famille de faire faire deux tableaux-souvenirs en hommage à leurs deux parents.
Particulièrement émouvants sont les souvenirs témoignant de la mort d'un enfant. L'imprimeur wissembourgeois F.C. Wentzel a édité une image qui surprend par le contraste entre le texte, imprimé sur fond noir, donnant la parole à l'enfant cherchant à consoler ses parents et un cadre où figure certes un Christ en croix et des saules pleureurs, mais qui éclate de couleurs et de dorures. Le document était par ailleurs destiné aussi à une clientèle catholique. Le successeur de Wentzel, Camille Burckardt, va reprendre ce thème. Le souvenir brodé par une mère des décennies après le décès de son enfant âgé d'un an reprend le thème de la séparation, mais aussi celui qui fait partie des devises protestantes : Ohne Kreuz, keine Krone (« Sans croix, pas de couronne »).

Souvenirs mortuaires
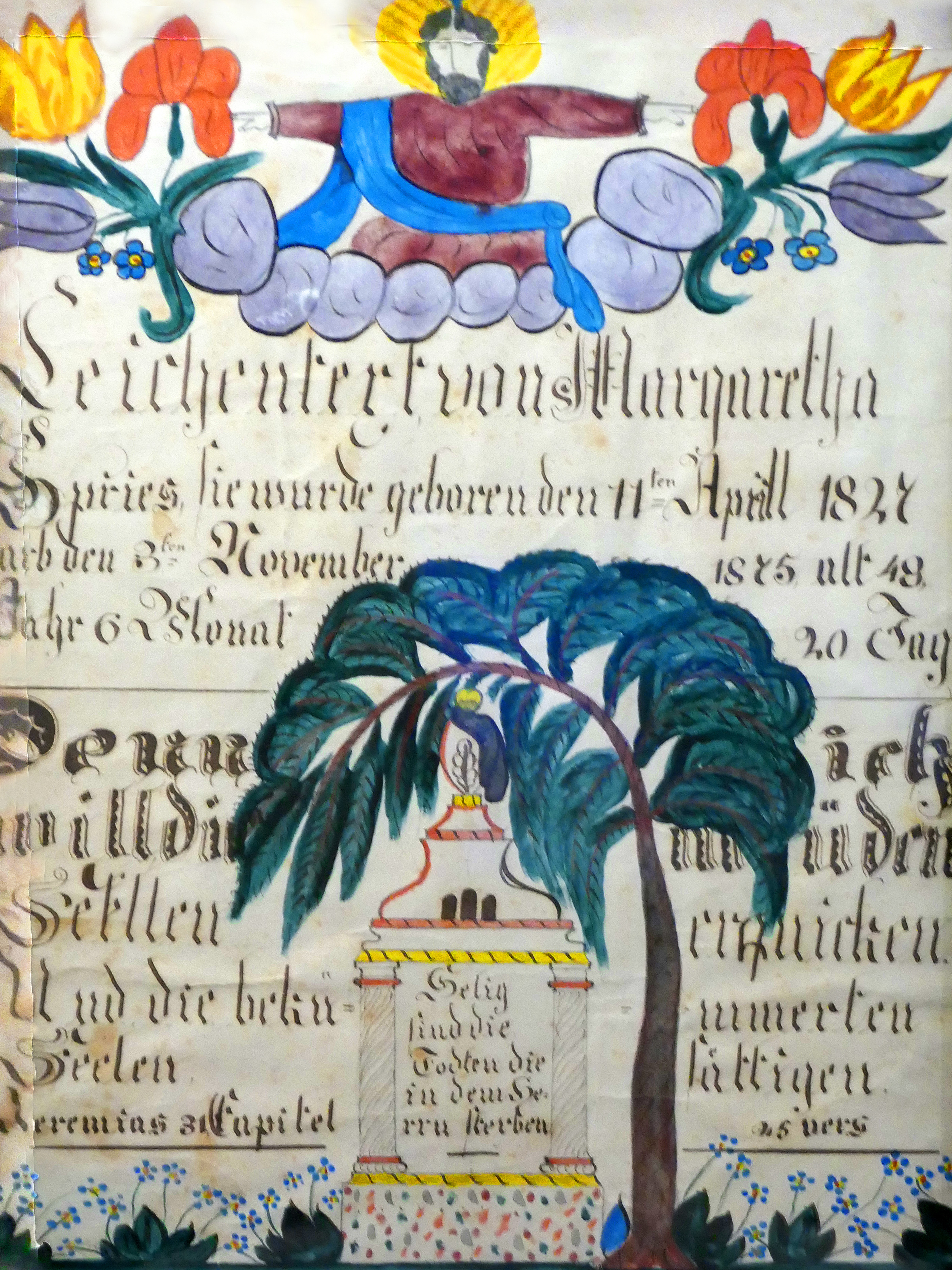
Peint.
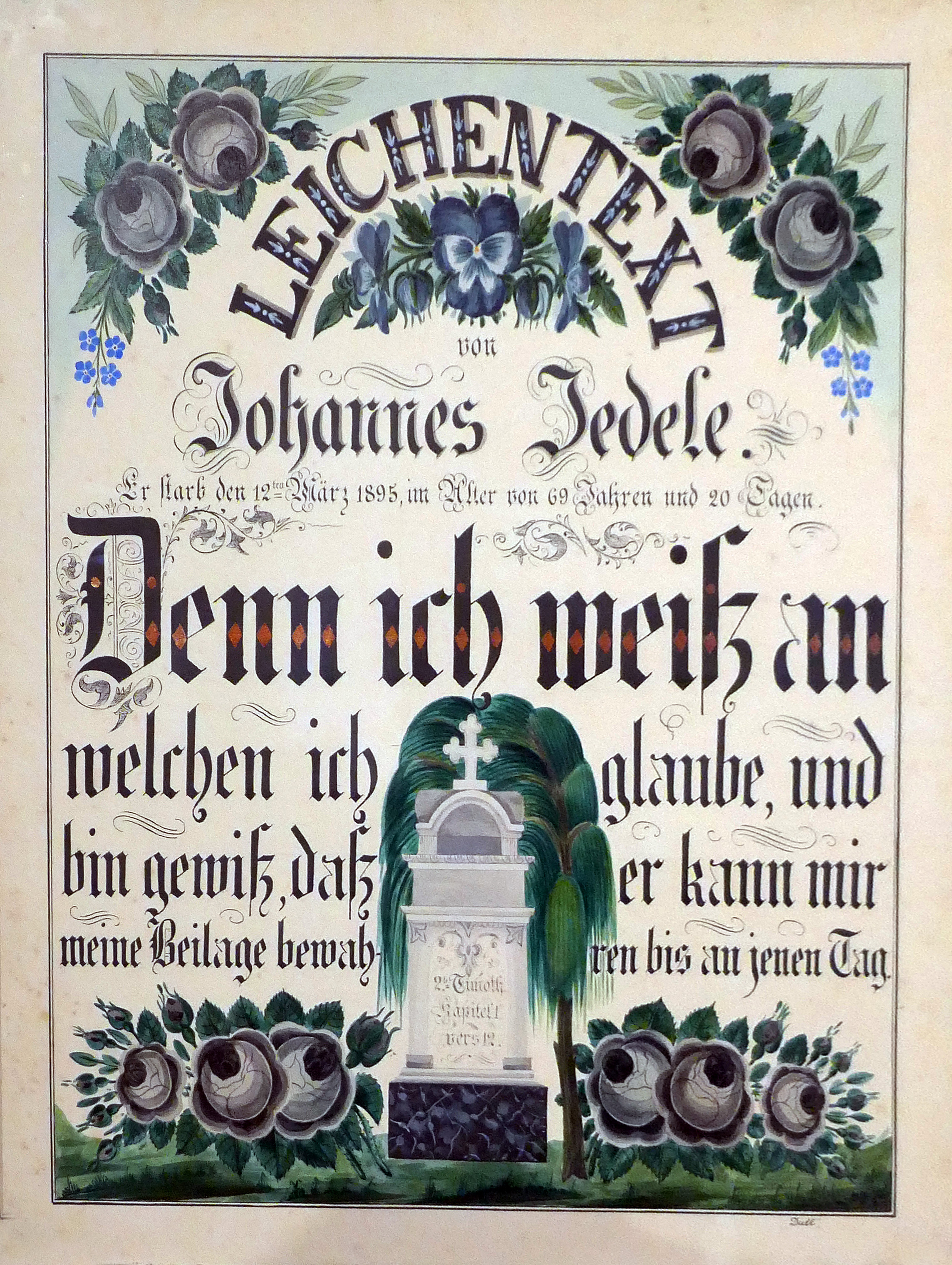
Peint.
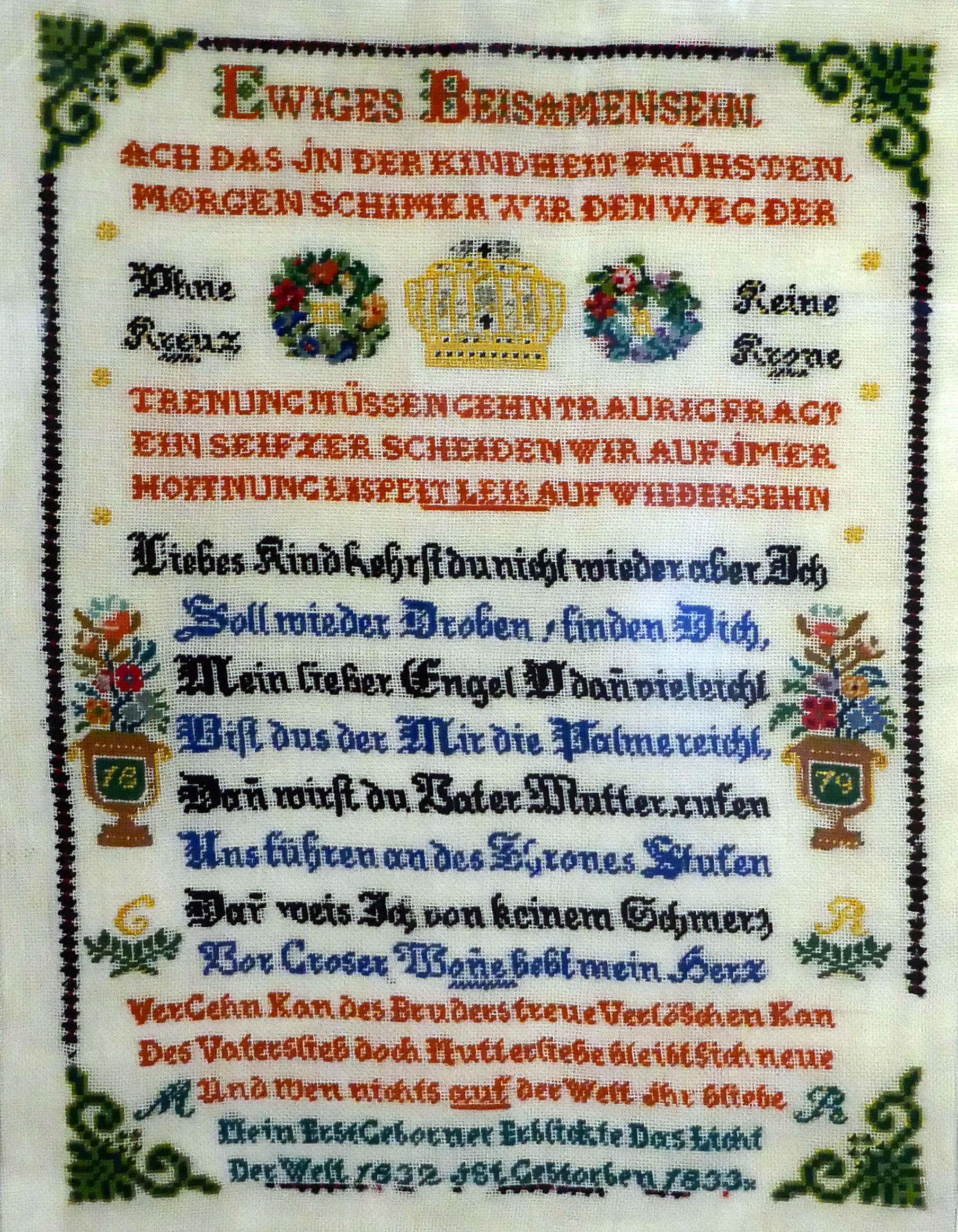
Brodé.
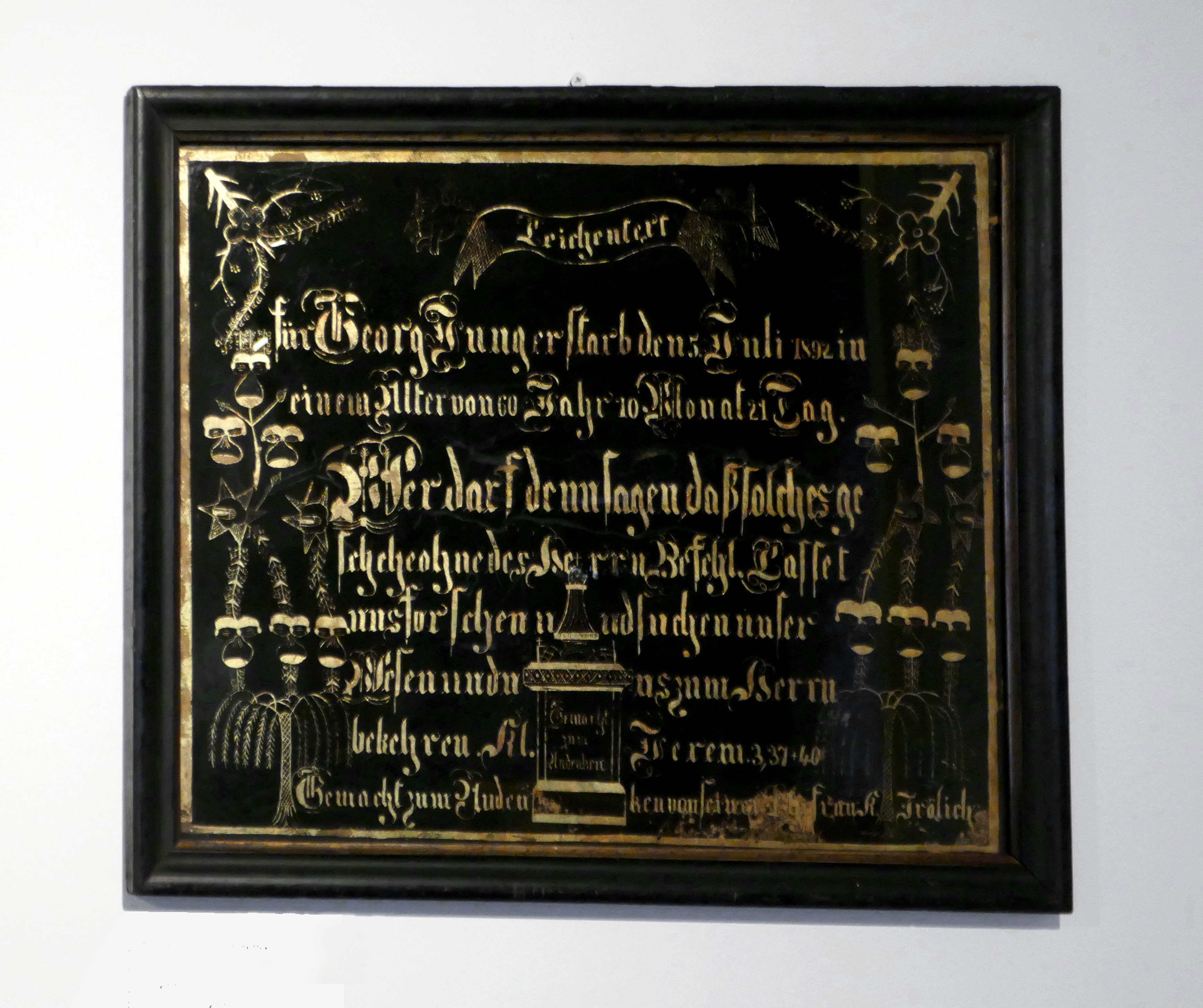
Églomisé.

#### Collections d'images protestantes dans les musées d'Alsace
- Musée de l'image populaire de Pfaffenhoffen
- Musée alsacien de Strasbourg
- Musée alsacien de Haguenau
- Musée des arts et traditions populaires d'Offwiller